# Francisco Solano (giocatore di calcio a 5 1991)
Francisco Javier Solano León, noto semplicemente come Francisco Solano (Cordova, 26 agosto 1991), è un giocatore di calcio a 5 spagnolo.

## Carriera
Solano ha debuttato nella nazionale spagnola nell'aprile 2017 durante il torneo di qualificazione al campionato europeo 2018, al quale viene convocato. Il 30 agosto 2021 è incluso nella lista definitiva dei convocati alla Coppa del Mondo 2021. Inizialmente escluso dalla lista ristretta dei convocati per il campionato europeo 2022, Solano viene integrato nella rosa il 28 gennaio per sostituire l'infortunato Esteban Cejudo.

## Palmarès

### Competizioni nazionali
- Campionato spagnolo: 1
Inter: 2017-18
- Coppa di Spagna: 1
Jaén: 2014-15
- Supercoppa di Spagna: 2
Inter: 2017, 2018

### Competizioni internazionali
- Coppa UEFA: 1
Inter: 2017-18